# Ao Vivo (álbum de Charlie Brown Jr.)
Ao Vivo é o primeiro DVD da banda de rock brasileira Charlie Brown Jr., lançado em 2002. Foi gravado nos dias 23 e 24 de março daquele ano no DirecTV Music Hall, em São Paulo, sendo também transmitido pelo canal de televisão por assinatura DirecTV.
Nos extras, o DVD traz quatro videoclipes ("Confisco", "Não Deixe o Mar te Engolir", "Rubão, o Dono do Mundo" e "Hoje Eu Acordei Feliz"), o making of do show, imagens da turnê, e entrevistas com a banda.
Em março de 2004 a banda foi a principal atração do programa Domingão do Faustão, no qual foi entregue ao grupo o prêmio Disco de Platina Duplo pela vendagem do DVD, que alcançou a marca de 71 mil cópias vendidas.

## Faixas
1. Rubão, o Dono do Mundo
2. Tudo Mudar
3. Quebra-Mar
4. Beatbox
5. Confisco
6. Tudo que Ela Gosta de Escutar
7. Quinta-Feira
8. Hoje Eu Acordei Feliz
9. Do Surfe
10. Pra Mais Tarde Fazermos a Cabeça
11. Zoio D Lula
12. Ouviu-se Falar
13. União
14. T.F.D.P.
15. Sino Dourado
16. O Côro Vai Comê!
17. Gimme o Anel
18. Te Levar
19. Como Tudo Deve Ser
20. Lugar ao Sol
21. Não É Sério
22. Proibida pra Mim (Grazon)
23. Não Deixe o Mar te Engolir

### Extras
- Videoclipes: Confisco, Não Deixe o Mar te Engolir, Rubão, o Dono do Mundo, Hoje Eu Acordei Feliz
- Making of e imagens da turnê
- Entrevistas com o grupo

## Formação
- Chorão: vocal e beatbox; guitarra (faixa 14)
- Champignon: baixo, beatbox e vocal
- Marcão: guitarra
- Renato Pelado: bateria

## Vendas e Certificações
| Ano  | Trabalho                  | Vendagem      | Certificações   |
| ---- | ------------------------- | ------------- | --------------- |
| 2004 | Charlie Brown Jr. ao Vivo | 71.000 cópias | ABPD 2× platina |

1. 1 2  dicionariompb.com.br/